# Apache ZooKeeper
Apache ZooKeeper è un progetto software della Apache Software Foundation, per fornire un servizio di configurazione  distribuito open source, un servizio di sincronizzazione per grandi sistemi distribuiti. Zoo Keeper era un sottoprogetto di Apache Hadoop ora diventato indipendente.
ZooKeeper è usato da società inclusi Rackspace, Yahoo!, ebay e Solr.

## Architettura
L'architettura di ZooKeeper supporta un'alta disponibilità attraverso servizi ridondanti.
I client possono così richiedere un ulteriore ZooKeeper master se il primo fallisce nel rispondere.
I nodi di ZooKeeper memorizzano i loro dati con uno spazio dei nomi gerarchico, simile a un file system o a una struttura dati ad albero. 
I client possono leggere e scrivere dai/ai nodi e in questa maniera hanno condivisio un servizio di configurazione. Gli aggiornamenti sono totalmente ordinati.